# Socotroonops
Socotroonops is een monotypisch geslacht van spinnen uit de  familie van de Oonopidae (dwergcelspinnen).

## Soort
- Socotroonops socotra Saaristo & van Harten, 2002